# Grevillea juniperina
Grevillea juniperina es un arbusto que es endémico del este de Nueva Gales del Sur y sudeste de Queensland en Australia.

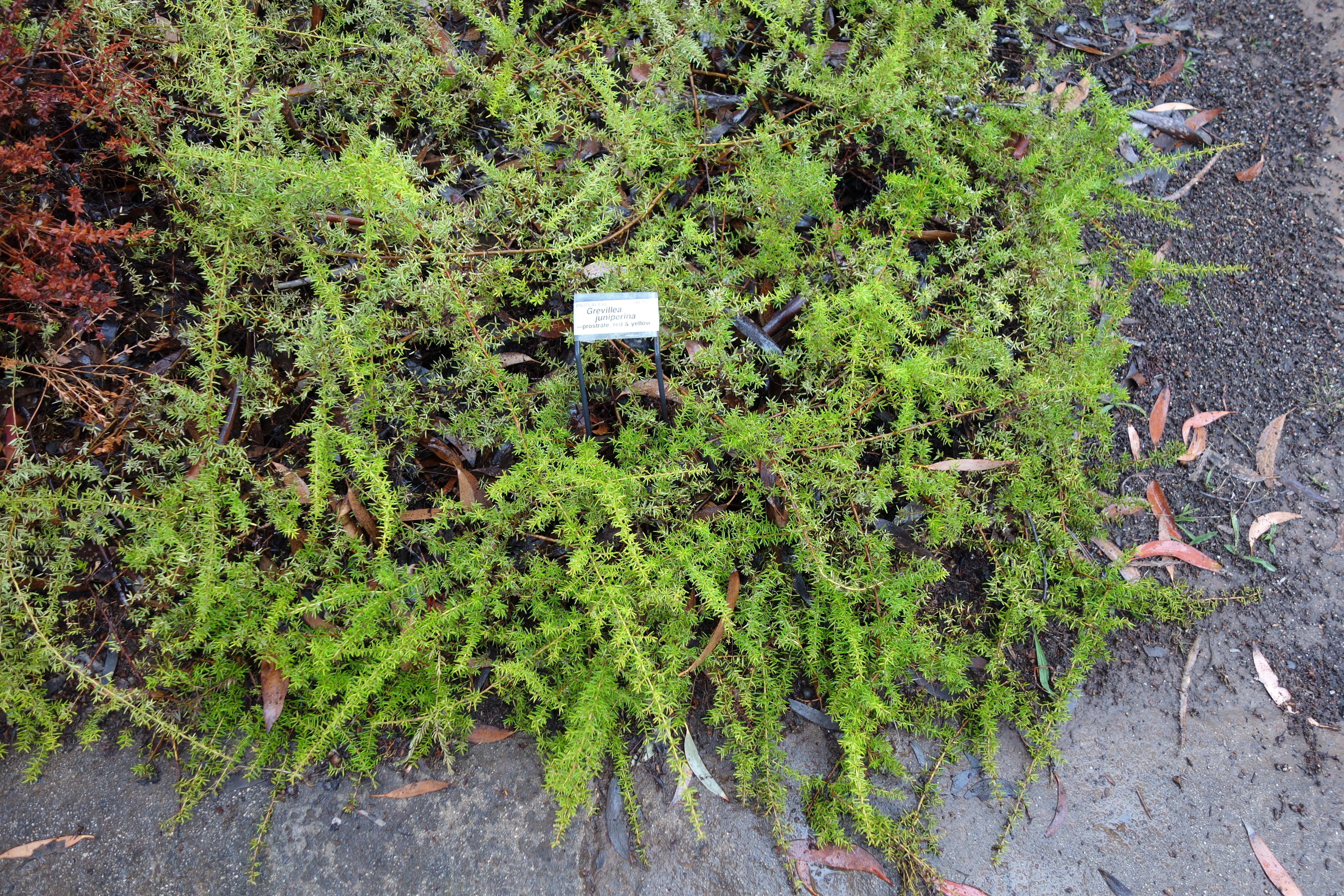
Vista de la planta

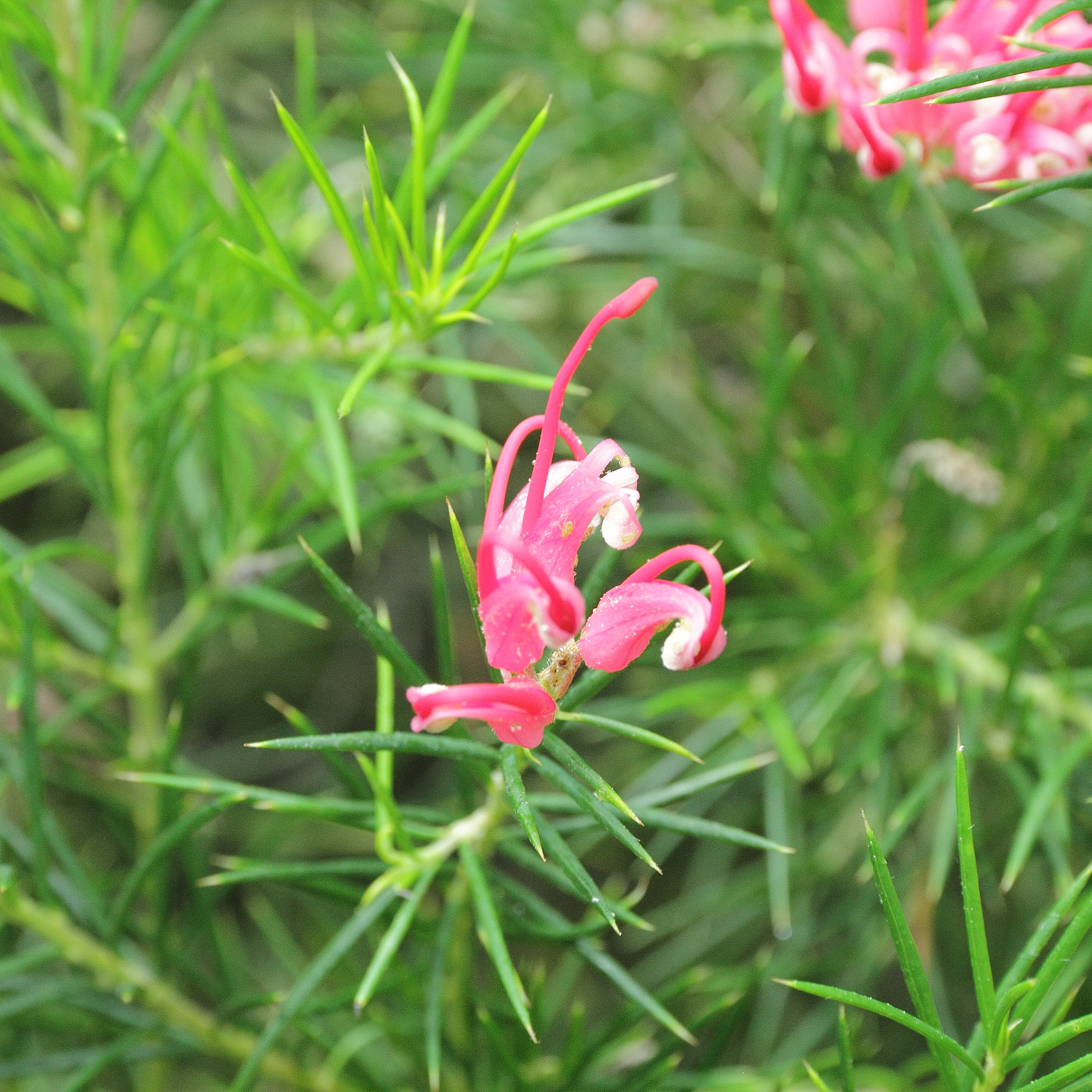
Flores

## Descripción
Tiene un porte recto o extendido y alcanza los  0,2 a 3 metros de altura. Las hojas, propias de regiones calurosas, son de 0,5 a 3,5 cm de longitud y  0,5 a 6 mm de ancho. La floración se produce durante todo el año, pero con más intensidad entre mediado de invierno y verano temprano. Las flores como arañas son de color rojo, rosa, naranja, amarillo o verdoso.

## Taxonomía
Grevillea juniperina fue descrita por Robert Brown y publicado en Transactions of the Linnean Society of London 10: 174. 1810.
Etimología
Grevillea, el nombre del género fue nombrado en honor de Charles Francis Greville, cofundador de la Royal Horticultural Society.
El botánico  Robert Brown en 1810 le dio el epíteto específico de  juniperina que alude a su follaje parecido al enebro.
Subespecies
Se le reconocen las siguientes  subespecies:  
- G. juniperina subsp. allojohnsonii Makinson - flores rojas.
- G. juniperina subsp. amphitricha  - del área del Río Shoalhaven
- G. juniperina subsp. fortis Makinson  - dentro de ACT.
- G. juniperina R.Br. subsp. juniperina - endémica de Sídney.
- G. juniperina subsp. sulphurea (A.Cunn.) Makinson (formerly var. trinervata).
- G. juniperina subsp. trinervis (R.Br.) (antiguamente Grevillea trinervis).
- G. juniperina subsp. villosa Makinson - de Braidwood / área de Currockbilly.

Sinonimia
- Grevillea acifolia Sieber ex Spreng.
- Grevillea aciphylla Sieber ex Benth.
- Grevillea juniperina var. trinervata Maiden & Betche[2]
- Grevillea acicularis Schult.
- Grevillea sulphurea A.Cunn.
- Grevillea trinervis R.Br.